# Mike Bowron
Mike Bowron QPM est le policier en chef du States of Jersey Police, poste qu'il occupe depuis le 4 janvier 2011,. Auparavant, il a occupé le poste de commissaire du City of London Police, de 2006 à 2011.
Il a travaillé comme revendeur pour la Lloyd's of London avant de joindre les rangs de la police du Sussex en 1980.
En 2010, il a activement participé à la création du National Fraud Intelligence Bureau (en).